# التعليم من أجل التغيير
التعليم من أجل التغيير هي منظمة غير ربحية تأسست في عام 1989 ميلادي ومقرها في العاصمة واشنطن، وشعارها «بناء العدالة الاجتماعية، بدءً من الفصول الدراسية». وتستخدم هذه المنظمة المنشورات والتطوير المهني وبرامج تثقيف الأبوين من أجل تحقيق هدفها.

## البرنامج
تنسق هذه المنظمة مجموعة متنوعة من البرامج التي تهدف إلى تشجيع المعلمين والطلاب والأبوين على بناء مجتمع أكثر عدالة وذو ثقافاتٍ متعددة من خلال التعليم.

### قصص تيلين
قصص تيلين هي عملية ارتباط ومشاركة الأبوين في المدارس، ويستخدم هذا البرنامج منهج يبدأ من المستوى الأعلى إلى الأدنى مُشجعاً الأبوين على تحديد أدوارهم. وتتضمن خطة التدريب أربعة مراحل:
- بناء المجتمع: حيث تلتقي العائلات مع بعضها البعض ويقومون بالتعرف على مدارسهم.
- جمع المعلومات: يقوم الأبوين بتحليل المناخ المدرسي والمرافق والتعليم وجودته في مدارسهم.
- تحديد الأولويات والاهتمامات: يقوم الأبوين بالتحقق من الاهتمامات مع المدرسة (مستخدمين منهجية مشروع السؤال الصحيح).
- اتخاذ الإجراءات: يحدد الأبوين الأعمال المطلوبة لتحقيق النتائج المرجوة والعمل الجماعي من أجل تعزيز هذه الإجراءات.[4]

### التعليم من أجل تغيير المكتبات
يتم ذلك من خلال توفير مكاتب مستقلة غير ربحية ومتاجر على شبكة الإنترنت والتي تقع داخل شوارع الباصبوي وشارع الشاعر 14 وشارع V. وتستضيف هذه المكاتب فعاليات المؤلف وتقدم مجموعة مختارة من الكتب التي تركز على السياسة التدريجية والدروس متعددة الثقافات لما قبل الروضة وحتى الصف الثاني عشر، وقصص تاريخ الأشخاص. وقد ساعد التعليم من أجل التغيير على استدعاء المؤلفين الملحوظين لاستضافة القراءات والمناقشات وتوقيع الكتب، بما في ذلك المؤلف أليس ووكر، وهوارد زين، وكورنيل ويست، ورونالد تاكاكي، وميشيل ألكسندر، وميليسا هاريس بيري، وجون سايلز، ونيكي جيوفاني، وروبرت بريس موسيس، وخوان غونزاليس، ورالف نادر، وفرع تايلور، وديف زيرين، ونعومي كلاين، وطارق علي، وكلارنس لوسان، وماريتا جولدن وجونوت دياز.

### مشروع تعليم زين
يزود مشروع تعليم زين المعلمين بالموارد الحرة لمساعدتهم على تعليم تاريخ الأشخاص، ويشمل على أكثر من 100 خطة مجانية يمكن تحميلها للدروس كمُلحق بكتاب تاريخ الشعب هوارد زين للولايات المتحدة، وبالإضافة إلى موارد الفصول الدراسية الأخرى للمعلمين في جميع أنحاء البلاد.

### تدريس الحقوق المدنية
تعمل منظمة «تدريس من أجل التغيير» مع مدرسة ماكومب وإدارة التعليم في مدينة مسيسيبي (في الولايات المتحدة الأمريكية) لإدراج دروس عن حركة الحقوق المدنية وتاريخ العمل في المناهج الدراسية. وكانت نيتهم الواضحة هي مساعدة المدارس لإنهاء ثقافة الصمت - التي استمرت لعقود - على الأحداث التاريخية الصعبة الحاصلة في المنطقة، وقد نشأ برنامج «ماكومب ليغاسيز»، وهو برنامج إثراء ما بعد الدوام المدرسي والصيفي القائم على الشراكة بين «برنامج التعليم من أجل التغيير» و«مدرسة ماكومب». وكجزء من وصايا مدرسة ماكومب، يعمل طلاب مدارس الثانوية كمؤرخين للكشف عن تاريخ نضال حقوق التصويت في ماكومب وميسيسيبي. ولقد ارتقى مستوى مدرسة ماكومب إلى المستوى الوطني للمنافسة في مسابقة يوم التاريخ الوطني في ربيع 2013، وذلك بسبب مشروعيْ طالبين من طلابها. إن فيلم «نضال حقوق التصويت» هو فلم وثائقي صوَّرَّه طلاب مدرسة ماكومب ويحكي قصة أول قائد لحملة تسجيل الناخبين للجنة التنسيق غير العنفي للطلاب (SNCC) والتي تقع في مدرسة ماكومب، ويمكن الآن مشاهدة الفيلم في المتحف الأمريكي للحرب الأهلية الأمريكية في العاصمة واشنطن.

## التاريخ
في الثمانينيات، ومع تزايد عدد سكان أمريكا الوسطى ومشاركة الولايات المتحدة في المنطقة، تشكلت إحدى عشر لجنة من المربين وقادة المجتمع في جميع أنحاء البلاد لتقدير طرق تلبية احتياجات طلاب أمريكا الوسطى وزيادة الوعي العام بالسياسة الخارجية الأمريكية في أمريكا الوسطى، واجتمعت هذه اللجان في لوس أنجلوس لتشكيل منظمة وطنية، وهذه المنظمة دُمِجَت وأصبحت شبكة لجان المربين في أمريكا الوسطى في ديسمبر 1989.
وفي أوائل التسعينات، أنتجت هذه المنظمة موارد تعليمية في نيكاراغوا والسلفادور واستضافت ورش عمل للمعلمين في جميع أنحاء البلاد استناداً إلى كتاب «إعادة التفكير» لكولومبوس. وفي عام 1993، فازت المنظمة بجائزة العلوم الإنسانية من مجلس العلوم الإنسانية في العاصمة، ثم أصدرت المنظمة في العام الذي يليه قائمة النظام الإلكتروني لموارد التعليم التدريجي.
ومع توسع تركيز المنظمة، قامت بتغيير اسمها إلى «تعليم من أجل التغيير». وقامت في التسعينات بتنظيم حلقات دراسية للمربين حول مواضيع التوعية بالعدالة الاجتماعية ونشرت دليلها التعليمي الخاص باسم " Beyond Heroes and Holidays"(وهو دليل عملي لجميع المراحل التعليمية لمكافحة العنصرية ولتعليم ذو ثقافات متعددة ولتطوير قدرات الموظفين).
وفي عام 1999، استضافت منظمة «تعليم من أجل التغيير» حلقة دراسية للمعلمين في العاصمة والتي ركزت على إعادة تدريس التاريخ في الحقوق المدنية في جامعة هوارد، وأدت تلك الحلقة الدراسية إلى إعداد دليل تعليمي يحمل الاسم نفسه بالتعاون مع مجلس العمل المعني بالموارد المتعلقة بالفقر والعرق.
فازت حركة العودة إلى تدريس الحقوق المدنية بجائزة العام The Phillip C. Chinn book، كما فازت منظمة «التعليم من أجل التغيير» بجائزة «الرابطة الوطنية لتعليم متعدد الثقافات للعام» في 2004.
وفي عام 2005، دعى عضو مجلس الإدارة السابق وصاحب مطعم "Andy Shallal" منظمة «التعليم من أجل التغيير» إلى افتتاح مكتبة في بوسبويس وبويتس.
وفي عام 2008، أطلقت المنظمة بالشراكة مع مدارس «إعادة التفكير» مشروع (تعليم زين) ليُتيح لمعلمي الصفوف المتوسطة والثانوية  إمكانية الوصول إلى دروس تاريخ الشعب هوارد زين للولايات المتحدة وموارد تاريخ الآخرين.